# Ceratopogon kolensis
Ceratopogon kolensis är en tvåvingeart som beskrevs av Remm 1993. Ceratopogon kolensis ingår i släktet Ceratopogon och familjen svidknott. Inga underarter finns listade i Catalogue of Life.